# 塔胡尼亞河

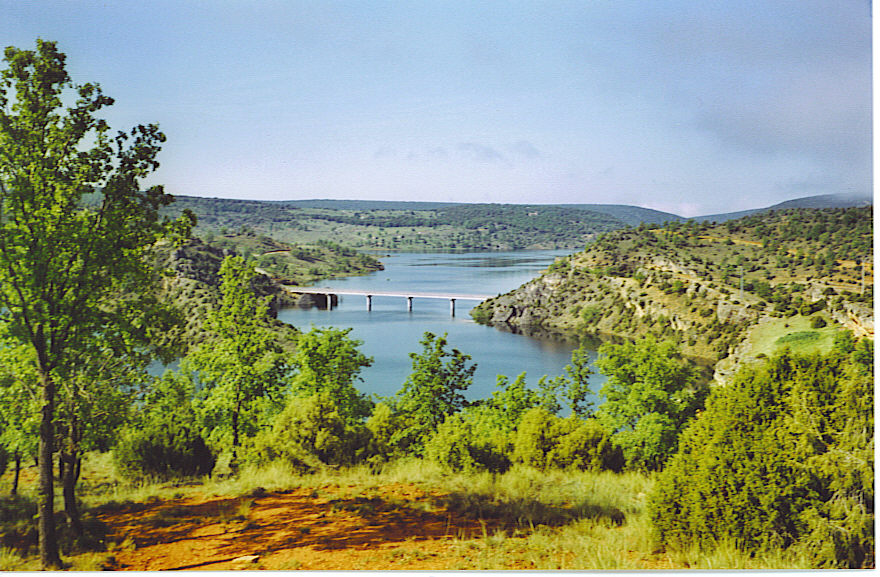

塔胡尼亞河（西班牙語：Río Tajuña），是西班牙的河流，位於該國中部，發源自索洛里奧山脈，流經瓜達拉哈拉省和馬德里自治區，屬於哈拉馬河的支流，河道全長225公里，流域面積2,608平方公里，平均流量每秒1.87立方米。